# Moluscos no nativos en América del Sur
Los moluscos no nativos en América del Sur son especies del phylum Mollusca que, habitando en dicho subcontinente, se encuentran fuera de su área de distribución natural y han llegado allí por acción humana. Algunas especies de moluscos no nativos, como por ejemplo Limnoperna fortunei o Lissachatina fulica, se encuentran, en su destino, con condiciones apropiadas para propagarse y se convierten en especies invasoras.

## Consecuencias de la presencia de moluscos como especies no nativas
Además de alterar los ecosistemas, provocando deterioros en su funcionamiento y pérdidas de biodiversidad, generan pérdidas económicas. Limnoperna fortunei se sujeta a superficies duras y, de ese modo, tapa cañerías de refrigeración de industrias, de represas hidroeléctricas, tomas de agua y otros. Finalmente, en algunos casos transportan a sus destinos organismos que causan enfermedades a humanos, especies nativas, cultivos y ganado.
Los moluscos son el segundo grupo más diverso de animales, y viven tanto en ambientes marinos, de agua dulce y terrestres. Son muy abundantes en los ecosistemas en los que se los encuentra. Tienen una gran importancia como productos de pesca (por ejemplo, calamares, pulpos, mejillones, vieiras y otros). Todo ello los configura como un grupo relevante en el problema de las invasiones biológicas.

## Listas de especies de moluscos no nativos en América
A continuación se presentan las listas de especies de moluscos no nativos en América del Sur, separadas por el tipo de ecosistema en el que viven: marino, deulceacuícola y terrestre. Se incluyó el detalle de sus distribuciones originales, es decir, aquellos sitios en los que son especies nativas.

### Especies de moluscos marinos no nativos en América del Sur
| Familia            | Especie                                                             | Distribución original                                                                      | Distribución como especie no nativa                      |
| ------------------ | ------------------------------------------------------------------- | ------------------------------------------------------------------------------------------ | -------------------------------------------------------- |
| Gastrópodos        |                                                                     |                                                                                            |                                                          |
| Haliotidae         | Haliotis discus hannai Ino, 1953                                    | Este de Asia                                                                               | Chile                                                    |
| Haliotidae         | Haliotis rufescens Swainson, 1822                                   | Océano Pacífico: Estados Unidos y México                                                   | Chile                                                    |
| Muricidae          | Rapana venosa (Valenciennes, 1846)                                  | Mar del Japón, Mar Amarillo, Mar de Bohai y este de China hasta Taiwán                     | Argentina y Uruguay                                      |
| Pleurobranchaeidae | Pleurobranchaea maculata (Quoy and Gaimard, 1832)                   | Australia y Nueva Zelanda                                                                  | Argentina                                                |
| Vermetidae         | Eualetes tulipa (Roseau in Chenu, 1843)                             | Océano Pacífico: Bahía de Panamá                                                           | Venezuela y Brasil                                       |
| Bivalvos           |                                                                     |                                                                                            |                                                          |
| Dreissenidae       | Mytilopsis leucophaeata (Conrad, 1831)                              | Océano Atlántico: costa sur del este de Estados Unidos                                     | Brasil                                                   |
| Isognomonidae      | Isognomon bicolor (C. B. Adams, 1845)                               | Atlántico oeste central, costas rocosas en Bermudas, Florida, Golfo de México y Mar Caribe | Venezuela, Uruguay, Brasil, Colombia y Trinidad y Tobago |
| Mytilidae          | Arcuatula senhousia (Benson in Cator, 1842) [=Musculista senhousia] | Oeste del Océano Pacífico                                                                  | Venezuela y Colombia                                     |
| Mytilidae          | Mytilus galloprovincialis Lamarck, 1819                             | Europa: Mar Mediterráneo                                                                   | Chile, Brasil, Uruguay y Argentina?                      |
| Mytilidae          | Perna viridis (Linnaeus, 1758)                                      | Océano Indopacífico                                                                        | Venezuela, Colombia, Trinidad y Tobago                   |
| Ostreidae          | Crassostrea gigas (Thunberg, 1793)                                  | Japón, Corea, China y Rusia                                                                | Perú, Chile, Argentina, Colombia?, Ecuador y Brasil      |
| Ostreidae          | Crassostrea talonata (Li & Qui, 1994)                               | China                                                                                      | Brasil, Perú y Argentina                                 |
| Ostreidae          | Saccostrea sp.                                                      |                                                                                            | Brasil                                                   |
| Pectinidae         | Pecten maximus (Linnaeus, 1758)                                     | Europa y este del Océano Atlántico                                                         | Chile y Brasil                                           |

### Especies de moluscos dulceacuícolas no nativos en América del Sur
| Familia      | Especie | Distribución original                                                                                                   | Distribución como especie no nativa                                                                          |
| ------------ | --- | --- | --- |
| Gastrópodos  | | | |
| Lymnaeidae   | Pseudosuccinea columella (Say,1817) [=Lymnaea columella (Say, 1817)]                                                                    | Estados Unidos de América                                                                                               | Brasil, Argentina, Uruguay, Ecuador, Paraguay, Venezuela, Colombia, Perú y Ecuador                           |
| Lymnaeidae   | Galba truncatula (Müller, 1774) [=Lymnaea truncatula (Müller, 1774)]                                                                    | Alemania | Perú, Argentina, Venezuela, Chile, Brasil, Bolivia, Ecuador                                                  |
| Physidae     | Physa acuta Draparnaud, 1805 [=Physella acuta (Draparnaud, 1805); =Physa cubensis Pfeiffer, 1839; = Physella cubensis (Pfeiffer, 1839)] | América del Norte | Argentina, Brasil, Perú, Chile, Colombia, Ecuador, Trinidad y Tobago, Uruguay                                |
| Planorbidae  | Ferrissia fragilis (Tryon, 1863) [=F. californica (Rowell, 1863)]                                                                       | América del Norte | Brasil |
| Planorbidae  | Helisoma duryi (Wetherby, 1879) | Estados Unidos de América                                                                                               | Brasil, Perú, Colombia, Ecuador, Argentina (sólo en cautiverio)                                              |
| Planorbidae  | Helisoma trivolvis (Say, 1817) [= Planorbella trivolvis Say, 1817]                                                                      | América del Norte: Canadá, Estados Unidos y México.                                                                     | Perú, Ecuador, Brasil (en cautiverio)                                                                        |
| Tateidae     | Potamopyrgus antipodarum (Gray, 1843)                                                                                                   | Nueva Zelanda | Chile |
| Thiaridae    | Melanoides maculata Born, 1780 | Filipinas | Chile |
| Thiaridae    | Melanoides tuberculata (Müller, 1774) [=Thiara tuberculata (Müller, 1774)]                                                              | África tropical y subtropical (excepto en la cuenca del río Congo y una amplia región de la costa oeste) y sur de Asia. | Venezuela, Brasil, Perú, Ecuador, Argentina, Paraguay, Colombia, Chile (sólo en cautiverio), Guyana, Uruguay |
| Thiaridae    | Tarebia granifera (Lamarck, 1816) [= Thiara granifera (Lamarck, 1816)]                                                                  | Sudeste de Asia | Colombia, Trinidad y Tobago, Venezuela y Brasil (sólo en cautiverio).                                        |
| Viviparidae  | Sinotaia quadrata (Benson, 1842) | Asia | Argentina |
| Bivalvos     | | | |
| Corbiculidae | Corbicula fluminea (Müller, 1774) | Ríos de China y el Sudeste de Asia, África, India, islas del Pacífico y Australia                                       | Argentina, Brasil, Venezuela, Perú, Colombia, Ecuador, Uruguay y Bolivia                                     |
| Corbiculidae | Corbicula fluminalis (Müller, 1774) | Asia | Brasil y Uruguay                                                                                             |
| Corbiculidae | Corbicula largillierti (Philippi, 1844)                                                                                                 | Asia | Argentina, Uruguay y Brasil                                                                                  |
| Corbiculidae | Corbicula sp. | Asia | Brasil |
| Mytilidae    | Limnoperna fortunei (Dunker, 1857) | China y Sudeste de Asia                                                                                                 | Argentina, Uruguay, Brasil, Paraguay y Bolivia                                                               |

### Especies de moluscos terrestres no nativos en América del Sur
| Familia         | Especie | Distribución original                                       | Distribución como especie no nativa                                                                                   |
| --------------- | --- | ----------------------------------------------------------- | --- |
| Gastrópodos     | |                                                             | |
| Achatinidae     | Lissachatina fulica (Férussac, 1821) | Este de África: Kenia y Tanzania                            | Brasil, Argentina, Venezuela, Perú, Colombia, Bolivia, Paraguay, Guyana, Ecuador y Trinidad y Tobago                  |
| Achatinidae     | *Lissachatina monochromatica (Pilsbry, 1904)                                                                                                 | Este de África: Kenia y Tanzania                            | Brasil (sólo en cautiverio)                                                                                           |
| Agriolimacidae  | Deroceras agreste (Linnaeus, 1758) [=Agriolimax agrestis Linnaeus, 1758)]                                                                    | Europa                                                      | Brasil, Uruguay, Chile, Paraguay, Argentina y Bolivia                                                                 |
| Agriolimacidae  | Deroceras invadens Reise, Hutchinson, Schunack & Schlitt, 2011 [=Deroceras panormitanum (Lessona & Pollonera, 1882)]                         | Europa                                                      | Colombia, Argentina, Chile, Ecuador y Chile                                                                           |
| Agriolimacidae  | Deroceras laeve (Müller, 1774) | Europa y América del Norte                                  | Argentina, Colombia, Brasil, Bolivia, Venezuela, Chile, Uruguay, Paraguay, Perú, Chile y Ecuador                      |
| Agriolimacidae  | Deroceras reticulatum (Müller, 1774) | Europa                                                      | Venezuela, Argentina, Chile, Uruguay, Colombia, Perú y Brasil                                                         |
| Arionidae       | Arion intermedius Normand, 1852 | Centro y oeste de Europa                                    | Colombia, Argentina y Chile                                                                                           |
| Arionidae       | Arion subfuscus (Draparnoud, 1805) | Europa                                                      | Venezuela |
| Ariophantidae   | Macrochlamys cf. indica Godwin-Austen, 1888                                                                                                  | India y parte de Asia                                       | Brasil |
| Boettgerillidae | Boettgerilla pallens Somroth, 1912 | Europa                                                      | Colombia |
| Bradybaenidae   | Bradybaena similaris (Fërussac, 1821) | Sudeste de Asia                                             | Brasil, Argentina, Paraguay, Uruguay, Chile y Venezuela                                                               |
| Chondrinidae    | Chondrina amicta (Pfeiffer, 1854) | Europa                                                      | Uruguay |
| Cochliopidae    | Cochlicopa lubrica (Müller, 1774) | Europa                                                      | Bolivia |
| Discidae        | Anguispira alternata (Say, 1816) | Estados Unidos                                              | Brasil |
| Ellobiidae      | Carychium biondii Paulucci, 1882 | Italia                                                      | Chile |
| Ellobiidae      | Myosotella myosotis (Draparnaud, 1801) | Europa                                                      | Ecuador, Brasil y Perú                                                                                                |
| Ferussaciidae   | Cecilioides acicula (Müller, 1774) | Europa                                                      | Uruguay, Argentina, Venezuela, Brasil y Ecuador                                                                       |
| Ferussaciidae   | Ceciliodes aperta (Swainson, 1840) | Europa                                                      | Venezuela |
| Gastrocoptidae  | Gastrocopta pediculus (Shuttleworth, 1852)                                                                                                   | Indonesia y Océano Pacífico tropical Occidental             | Chile |
| Helicarionidae  | Ovachlamys fulgens (Gude, 1900) | Japón                                                       | Trinidad and Tobago, Brasil y Argentina                                                                               |
| Helicidae       | Cornu aspersum (Müller, 1774) [=Helix aspersa Müller,1774; =Cantareus (Helix) aspersa (Müller,1774) = Cryptomphalus aspersum (Müller, 1774)] | Europa                                                      | Uruguay, Argentina, Chile, Brasil, Perú, Colombia, Ecuador y Venezuela                                                |
| Helicidae       | *Helix lucorum (Linnaeus, 1758) | Europa                                                      | Brasil (sólo en cautiverio)                                                                                           |
| Helicidae       | ***Helix omissa Pfeiffer, 1856 | Europa                                                      | Chile (se desconoce si es no nativa por falta de estudios)                                                            |
| Helicidae       | *Helix pomatia Linnaeus, 1758 | Europa                                                      | Venezuela, Argentina y Brasil. Sólo en cautiverio                                                                     |
| Helicidae       | Otala lactea (Müller, 1774) | Europa: Mediterráneo Occidental                             | Paraguay, Argentina, Bolivia, Brasil, Chile y Uruguay                                                                 |
| Helicidae       | Otala punctata (Müller, 1774) | Europa: Mediterráneo Occidental                             | Argentina, Uruguay y Chile                                                                                            |
| Helicidae       | Theba pisana (Müller, 1774) | Europa oriental hacia el Mediterráneo y norte de África     | Argentina, Venezuela, Brasil, Trinidad y Tobago y Uruguay                                                             |
| Hygromiidae     | **Candidula intersecta Poiret, 1801 | Europa: norte y oeste                                       | Interceptada antes de llegar a destino                                                                                |
| Hygromiidae     | Cernuella virgata (da Costa, 1778) [= Helicella variabilis (Draparnaud, 1801); = Helix variabilis Draparnaud, 1801]                          | Europa: Mediterráneo occidental                             | Uruguay y Brasil |
| Hygromiidae     | Xerosecta cespitum (Draparnaud, 1892) | Europa                                                      | Chile |
| Limacidae       | Ambigolimax valentianus (Férussac, 1822) [= Limax valentianus Férussac, 1822; = Lehmania valentiana (Férussac, 1822)]                        | Europa: península ibérica e islas del Océano Atlántico      | Colombia, Brasil, Argentina, Bolivia, Chile, Venezuela, Perú y Uruguay                                                |
| Limacidae       | Limacus flavus (Linnaeus, 1758) | Europa                                                      | Argentina, Brasil, Chile, Uruguay, Colombia y Ecuador                                                                 |
| Limacidae       | Limax arborum Bouchard-Chanteraux, 1837 | Europa: centro y este                                       | Chile |
| Limacidae       | Limax maximus Linnaeus, 1758 | Mediterráneo occidental y central europeo y norte de África | Argentina, Chile y Brasil                                                                                             |
| Milacidae       | Milax gagates (Draparnaud, 1801) | Mediterráneo occidental                                     | Uruguay, Argentina, Chile, Brasil, Perú, Colombia, Ecuador y Venezuela                                                |
| Milacidae       | **Tandonia sowerbyi (Fërussac, 1823) | Europa                                                      | Interceptada antes de llegar a destino                                                                                |
| Oxychillidae    | Oxychilus alliarius (Müller, 1822) | Norte y oeste de Europa                                     | Chile, Colombia y Ecuador                                                                                             |
| Oxychillidae    | Oxychilus cellarius (Müller, 1774) | Oeste y centro de Europa                                    | Brasil, Chile y Perú                                                                                                  |
| Oxychillidae    | Oxychilus draparnaudi (Beck, 1837) | Europa: región mediterránea                                 | Argentina, Chile, Perú y Trinidad y Tobago                                                                            |
| Philomicydae    | Meghimatium pictum (Stoliczka, 1873) | Asia                                                        | Brasil y Argentina |
| Pristilomatidae | Hawaiia minuscula (Binney, 1840) | Estados Unidos de América                                   | Ecuador, Argentina, Colombia, Perú y Uruguay                                                                          |
| Pristilomatidae | Vitrea contracta (Westerlund, 1871) | Europa: Mediterráneo                                        | Colombia |
| Punctidae       | Paralaoma servilis (Shuttleworth, 1852) | Nueva Zelanda                                               | Uruguay, Argentina, Colombia, Chile, Brasil, Perú y Bolivia                                                           |
| Pupillidae      | ***Pupisoma dioscoricola (Adams, 1845) | (se desconoce si es no nativa por falta de estudios)        | Argentina, Surinam, Brasil, Guyana, Colombia, Paraguay, Ecuador, Perú, Ecuador y Venezuela                            |
| Streptaxidae    | Huttonella bicolor (Hutton, 1834) | Asia                                                        | Surinam, Brasil y Venezuela                                                                                           |
| Streptaxidae    | Streptostele musaecola (Morelet, 1860) [= Luntia insignis Smith, 1898]                                                                       | Guinea                                                      | Guyana, Surinam, Colombia, Venezuela y Perú (?)                                                                       |
| Subulinidae     | *** Beckianum beckianum (Pfeiffer, 1846) | (se desconoce si es no nativa por falta de estudios)        | Brasil, Colombia, Venezuela, Perú, Surinam, Ecuador, Guyana, Bolivia, Guayana Francesa, Trinidad y Tobago y Venezuela |
| Subulinidae     | Lamellaxis clavulinus (Potiez and Michaud, 1838) [=Allopeas clavulinum (Potiez and Michaud, 1838)]                                           | Este de África                                              | Surinam, Guayana Francesa, Brasil y Chile                                                                             |
| Subulinidae     | Lamellaxis gracilis (Hutton, 1834) [=Allopeas gracile (Hutton, 1834)]                                                                        | Sudeste de Asia                                             | Argentina, Brasil, Colombia, Ecuador, Venezuela, Paraguay, Guyana, Uruguay, Chile, Surinam y Perú                     |
| Subulinidae     | Lamellaxis mauritianus (Pfeiffer, 1852) | Océano Índico, Petit sable, Mauritania                      | Venezuela y Surinam                                                                                                   |
| Subulinidae     | Leptinaria lamellata (Potiez and Michaud, 1838)                                                                                              | América Central                                             | Bolivia, Ecuador, Argentina, Surinam, Brasil,Colombia, Perú, Guyana, Venezuela, Guyana Francesa y Trinidad y Tobago   |
| Subulinidae     | ***Opeas goodali (Miller, 1822) [=Opeas pumilum Pfeiffer, 1840]                                                                              | (se desconoce si es no nativa por falta de estudios)        | Uruguay, Argentina, Bolivia, Colombia, Ecuador, Venezuela, Brasil, Perú, Guyana y Surinam                             |
| Subulinidae     | **Opeas hannense (Rang 1831) | África Occidental: Aldea de Hann, Cabo Verde.               | Interceptada antes de llegar a destino                                                                                |
| Subulinidae     | Opeas opella Pilsbry and Vanatta, 1905 | Este de India y China                                       | Brasil |
| Subulinidae     | Opeas pyrgula (Schmacker and Boettger, 1891)                                                                                                 | Japón                                                       | Venezuela, Colombia y Trinidad y Tobago                                                                               |
| Subulinidae     | Rumina decollata (Linnaeus, 1758) | Sur de Europa y norte de África                             | Argentina, Uruguay, Brasil y Chile                                                                                    |
| Subulinidae     | Subulina octona (Bruguiere, 1789) | Sudeste de Asia y Antillas                                  | Brasil, Venezuela, Surinam, Bolivia, Perú, Colombia, Ecuador, Guyana y Trinidad y Tobago                              |
| Valloniidae     | Vallonia pulchella (Müller, 1774) | Dinamarca                                                   | Uruguay, Argentina, Chile, Brasil, Perú y Uruguay                                                                     |
| Veronicellidae  | *** Sarasinula plebeia (Fischer, 1868) | (se desconoce si es no nativa por falta de estudios)        | Colombia, Brasil, Venezuela, Ecuador, Perú y Chile                                                                    |
| Vertiginidae    | Vertigo ovata Say, 1822 | Estados Unidos de América                                   | Argentina y Brasil |
| Zonitidae       | Zonitoides arboreus (Say, 1816) | América del Norte                                           | Argentina, Uruguay, Colombia, Brasil, Perú, Bolivia, Chile, Ecuador, Paraguay y Venezuela                             |
| Zonitidae       | Zonitoides nitidus (Müller, 1774) | Europa                                                      | Brasil, Argentina, Uruguay y Chile                                                                                    |